# وانغ بوين
ولد وانغ بوين في 13 يناير 1898 وتوفي في31 مايو 1931،هو سياسي صيني شيوعي .

## حياته
ولد وانغ في عام 1898 في أنتشينغ بمقاطعة آنهوي خلال أواخر إمبراطورية تشينغ . بعد إكمال دراسته الثانوية في أنهوي، تابع وانغ دراسته الجامعية في طوكيو، إمبراطورية اليابان حيث انضم إلى مجموعة شباب شيوعيين وبدأ في التحريض ضد الجماعات المتنافسة الذي كان يديرها فانغ تشيه .  

## وفاته
في عام 1929 أُعدم وانغ رمياً بالرصاص في سجن أنكينغ هورسيز بوند في 31 مايو .